# 콜럼버스 블루재키츠
콜럼버스 블루재키츠(영어: Columbus Blue Jackets)는 미국 오하이오주 콜럼버스를 연고지로 하는 아이스하키 팀이다. 이 팀은 2000년에 창단되었으며, 현재 NHL의 동부 콘퍼런스 메트로폴리탄 디비전에 소속되어 있다.

## 역대 홈경기장
| 경기장              | 사용기간    | 수용인원 | 장소                | 비고 |
| ------------------- | ----------- | -------- | ------------------- | ---- |
| 콜럼버스 블루재키츠 |             |          |                     |      |
| 네이션와이드 아레나 | 2000년~현재 | 18,500명 | 오하이오주 콜럼버스 | 빈칸 |

## 같이 보기
- 콜럼버스 칠